# Нулевой допуск
«Нулевой допуск» (англ. Zero Tolerance) — кинофильм.

## Сюжет
Джефф Дуглас, агент ФБР, послан высвободить из мексиканской тюрьмы главу наркокартеля по имени Рэймонд Манта. Во время транспортировки на Джеффа и двух других агентов совершается нападение, в результате чего наркобарону удаётся уйти. Став нежелательной фигурой для картеля, Джефф вскоре узнаёт, что его семья мертва, и решает мстить. С помощью агента Меган, чья мать была изнасилована и убита много лет назад, он один за одним убирает членов преступной организации, чтобы сойтись затем в финальной схватке с самим Мантой.

## В ролях
- Роберт Патрик — Джефф Дуглас, агент ФБР
- Кристин Медоуз — Меган
- Джед Аллан — Джордж Уэллс
- Майкл Грегори — Джини
- Чейчни Хэлл — Дэнни Джилл
- Барбара Патрик — Вэнди Дуглас, жена Джеффа
- Титус Велливер — Рэймонд Манта
- Майк Флитвуд — Гельмут Витч
- Гюстав Вайнтс — Ганн Ли
- Джеффри Андерсон-Гантер — Росс ла Флёр
- Майлз О’Киффи — Милтон Ковальски
- Морис Лэймонт — Гюнтер, чернокожий бандит, сообщник Рэймонда Манты, убивший с двумя другими бандитами семью Дугласа
- Билл Хафси — Омар, бандит из «Белой руки»

## Интересные факты
- В русскоязычных переводах название фильма переводят также как «Терпения ноль» (пиратском одноголосом) и «Не ведая пощады» (официальном многоголосом, где большинство мужских ролей озвучил Сергей Паршин).